# Lucía Fresco
Lucía Fresco (Chajarí, Entre Ríos, 14 de mayo de 1991) es una voleibolista argentina, que representa internacionalmente a su país desde el año 2009. Formada en la cantera del club Santa Rosa de Chajarí, ha jugado en clubes de Europa y Asia, además de haber defendido los colores de Boca Juniors en la élite del voleibol femenino de Argentina.

## Trayectoria

### Clubes
| Club                          | País          | Año         |
| ----------------------------- | ------------- | ----------- |
| Independiente Monte Hermoso   | Argentina     | 2008 - 2009 |
| Boca Juniors                  | Argentina     | 2009 - 2011 |
| SC Potsdam                    | Alemania      | 2011 - 2014 |
| Tiboni Urbino                 | Italia        | 2014 - 2015 |
| Volley Soverato               | Italia        | 2015 - 2016 |
| AON Pannaxiakos Naxos         | Grecia        | 2016 - 2017 |
| Békéscsabai RSE               | Hungría       | 2017 - 2018 |
| Boca Juniors                  | Argentina     | 2019        |
| Incheon Heungkuk Pink Spiders | Corea del Sur | 2019 - 2021 |
| Boca Juniors                  | Argentina     | 2022        |
| Charleroi Volley              | Bélgica       | 2022 - 2023 |

## Selección nacional
Fresco juega en la selección femenina de voleibol de Argentina. Con el equipo participó de la Copa Panamericana de Voleibol Femenino (en todas las ediciones del torneo desde 2009 hasta 2016, exceptuando la de 2014), el Grand Prix de Voleibol (desde 2011 a 2016), el Campeonato Mundial de Voleibol Masculino (en 2014 y 2018), y el torneo de voleibol femenino de los Juegos Olímpicos de Río de Janeiro 2016 entre otros certámenes. 
También formó parte del combinado argentino que compitió en los Juegos Panamericanos de 2015 -donde terminaron en la sexta ubicación- y en los Juegos Panamericanos de 2019 -donde obtuvieron la medalla de bronce. 

## Vida privada
Fresco, que es homosexual, participó de la campaña #JugáConOrgullo junto con otros deportistas argentinos como Sebastián Vega, Valentina Kogan, Facundo Imhoff y varios más para combatir a la discriminación en la cultura deportiva de Argentina.